# Plattityd
Plattityd, ett intetsägande påstående, som ibland är en kliché. Det är i allmänhet inte falsifierbart. Ett (fingerat) exempel från politiken skulle kunna vara: ”Vårt parti värnar om pensionärernas bästa.” Det är en plattityd, eftersom man har svårt att tänka sig motsatsen, exempelvis att ett annat parti skulle framföra att man inte värnar om pensionärernas bästa. Denna typ av plattityd är vanlig, men inte alltid lätt att omedelbart genomskåda.
Plattityder är vanligt i offentligheten, bland annat i politik och sport.

## Exempel på plattityder
- Allt kan hända i hockey
- Ta vara på din tid
- Kärleken är blind
- Allt är relativt
- Bollen är rund
- Följ ditt hjärta